# Lindener Ohe

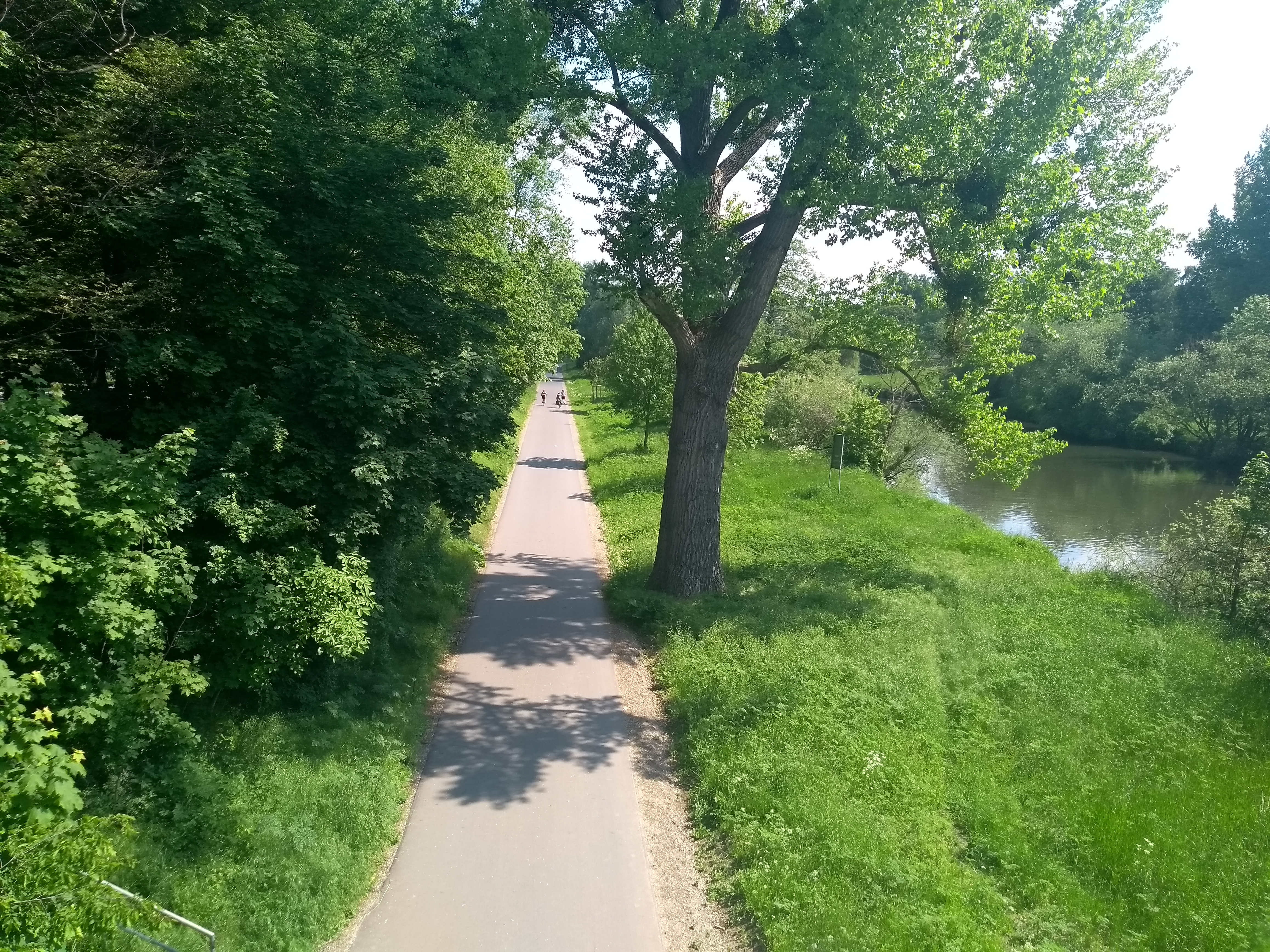
Der nach Wolfgang Besemer benannte Fuß- und Radweg unter hohen Bäumen entlang der eingedeichten Ihme in Hannover

Die Lindener Ohe in Hannover ist ein niedrig gelegenes ehemaliges Wiesengelände an der Ihme in den heute hannoverschen Stadtteilen der ehemaligen Industriestadt Linden. Der Name Ohe leitet sich ab von der auch als Aue bezeichneten Niederung, nach der auch die Auestraße in Linden-Süd benannt wurde.
Ähnlich wie das angrenzende, von der Leine geprägte Gebiet Hannoversche Ohe mit der Glocksee in der Calenberger Neustadt war die zur historischen Feldmark Lindens zählende Fläche seit Menschengedenken beinahe jährlich von Überschwemmungen betroffen. Nach umfangreichen Deichbauarbeiten wurde das Gebiet zwischen der Brücke am Ohedamm und dem Schwarzen Bären mit Fuß- und Radwegen etwa am Walter-Wülfing-Ufer und bis zur Einmündung in die Leine zu einem Sport-, Freizeit- und Erholungsgebiet wie beispielsweise dem Stadtteilpark Linden-Süd umgestaltet.

## Geschichte

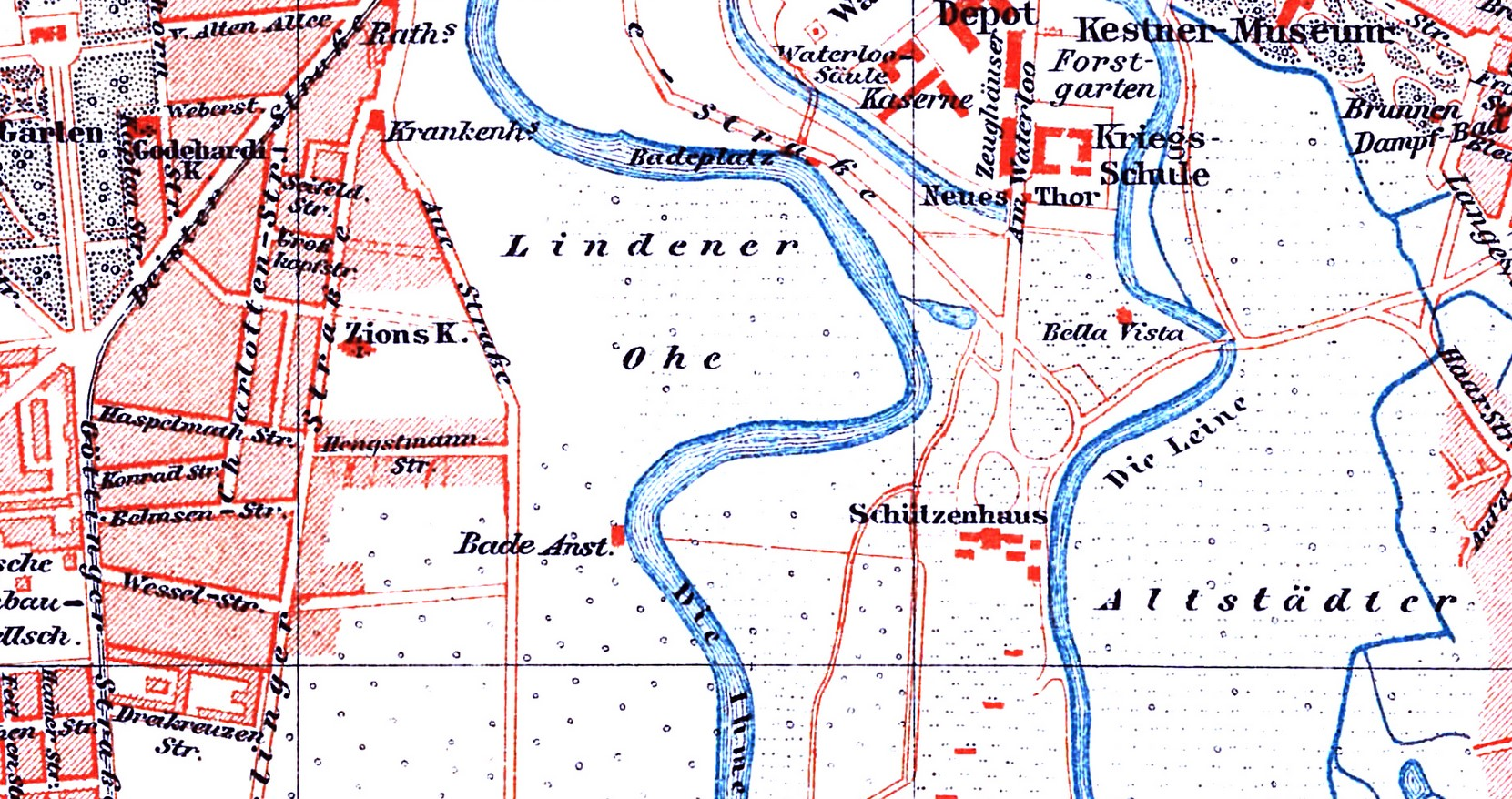
Um 1895: Die Lindener Ohe mit der noch unbegradigten Ihme gegenüber der Altstädter Ohe
hannoverscher Stadtplan (Ausschnitt) aus Meyers Konversations-Lexikon, 5. Auflage, Band 8

Während des Dreißigjährigen Krieges ließ Johann Ernst der Jüngere, Herzog von Sachsen-Weimar, im Februar 1625 vom Steintor aus kommend dänische Soldaten in der Lindener Ohe auf, um den kaiserlichen Truppen von Tilly Widerstand zu leisten.

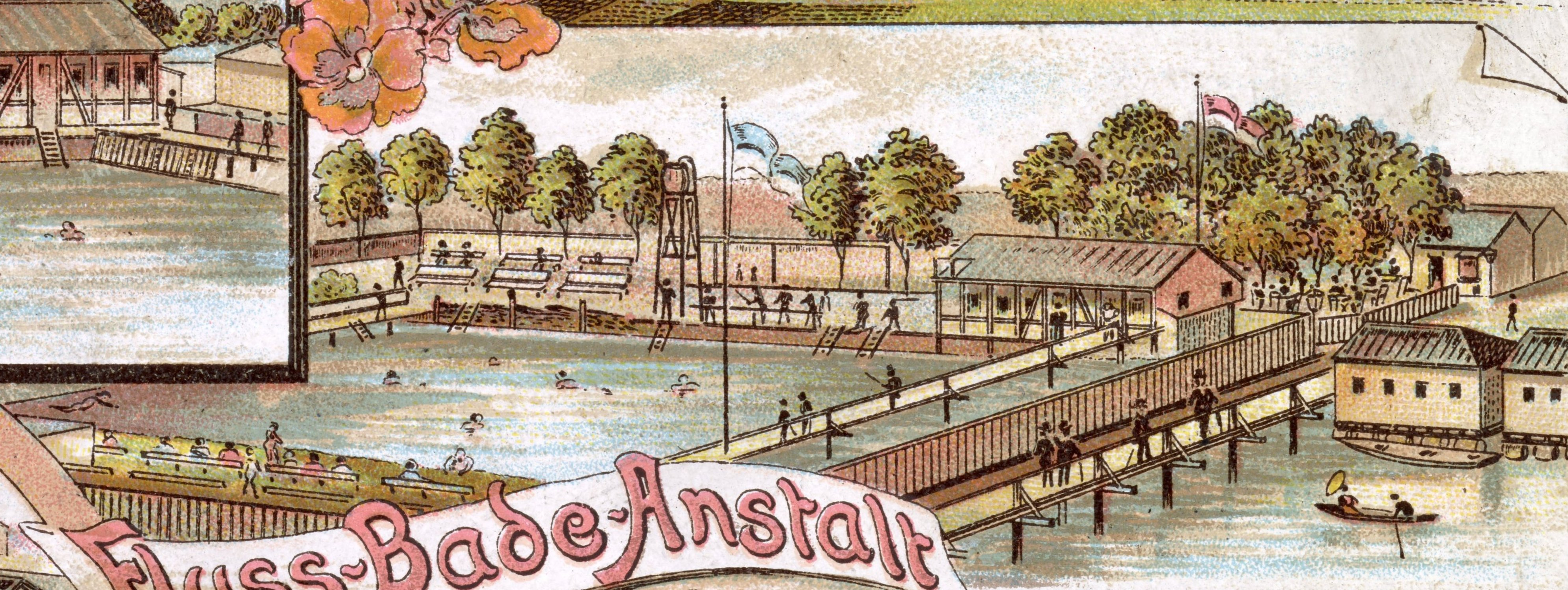
Schröder’s Fluss-Bade-Anstalt bot zwei hölzerne Brücken über die Ihme;Vielfarbig lithografierte Mehrbildkarte (Ausschnitt) Nummer 234 der „Lith. Kunst-Anstalt Willy Hoehl“

Im Zuge der Industrialisierung wurde im 19. Jahrhundert Schröder’s Fluss-Bade-Anstalt an der Ihme mit angeschlossener Restauration errichtet. Während zuvor jahrhundertelang lediglich die am Schwarzen Bären errichtete Brücke eine sichere Flussüberquerung zwischen Linden und Hannover zugelassen hatte, konnten Spaziergänger nun auch bei Schröder über hölzerne Brücken die Ihme passieren.
In den 1890er Jahren wohnte der spätere Schriftsteller Moritz Jahn in seiner Kindheit mit seinen Eltern in einem Haus am Schwarzen Bär, von dessen Rückseite er einen „prächtigen Ausblick [... auf den] wildromantischen Bürgerpark“ in der Lindener Ohe mit seinen dichten Baumgruppen an der Ihme hatte.
Zur Zeit des Nationalsozialismus wurde 1937 die Ihme vom Schnellen Graben bis zum Waterlooplatz begradigt, um in ihrem zugeschütteten Verlauf in Verbindung mit der Anlage des Maschsees den  Schützenplatz auf 11 Hektar zu vergrößern. Dabei verschwand auch der Lindener Bürgerpark.
Die militärische Absicht der Schützenplatz-Vergrößerung wurde durch die Namensgebung der etwa zeitgleich errichteten Legionsbrücke über die Ihme und durch den nahegelegenen, während des Zweiten Weltkrieges unterhaltenen sogenannten „Gaubefehlsstand“ deutlich.
In der frühen Nachkriegszeit führte nicht zuletzt die in den 1930er Jahren vorgenommene Flussbegradigung in der Lindener Ohe noch während der Besatzung durch die britischen Militärs zu Beginn des Jahres 1946 zu der „größten Hochwasserkatastrophe in der Stadtgeschichte“. Daraufhin wurden in den 1950er Jahren umfangreiche deichbauliche und andere Sicherungsmaßnahmen entlang der Ihme vorgenommen.
Als eine der jüngeren Umgestaltungsmaßnahmen mit Erlebniswert für die Bürger wurde 2018 der Stadtteilpark Linden-Süd eröffnet.